# Schlacht von Nagashino
Inō – Terabe – Marune – Okehazama – Inabayama – Chōkō-ji – Kanegasaki – Anegawa – Ishiyama Hongan-ji – Hiei-zan – Nagashima – Mikatagahara – Hikida – Odani – Ichijōdani – Itami – Nagashino – Mitsuji – Kizugawaguchi – Shigisan – Tedorigawa – Takatenjin – Tottori – Hijiyama – Tenmokuzan – Takatō – Uozu – Honnōji
Die Schlacht von Nagashino (jap. 長篠の戦い, Nagashino no Tatakai) fand bei der Burg Nagashino in der Provinz Mikawa in Japan im Jahre 1575 während der Sengoku-Zeit statt.
Die Burg wurde seit dem 17. Juni von Takeda Katsuyori belagert, weil sie die Versorgungslinien der Takeda bedrohte. Okudaira Sadamasa, ein Vasall von Tokugawa Ieyasu, kommandierte die Verteidigung. Sowohl Tokugawa als auch Oda Nobunaga schickten Truppen, um die Belagerung aufzuheben, und Takeda Katsuyori wurde besiegt.

## Hintergrund
Takeda Katsuyori entwickelte sich zur Endphase der Sengoku-Zeit zum Hauptrivalen Oda Nobunagas. Er ging mit seiner Armee gegen Odas Verbündete vor. Die Burg Nagashino war bereits 1574 von Tokugawa Ieyasu erobert worden. Im Jahr 1575 versuchte Takeda Katsuyori die Burg als Sprungbrett für eine Offensive gegen die Provinz Mikawa zurückzuerobern.

## Verlauf
Takeda Katsuyori belagerte die Burg Nagashino mit rund 15.000 Mann. Oda Nobunaga und Tokugawa Ieyasu führten eine Entsatzarmee von rund 30.000 Mann heran. Die Armee der Takeda war vor allem für ihre professionell zu Pferd kämpfenden Samurai bekannt. Die Entsatzarmee bestand vor allem aus Ashigaru. 3.000 von ihnen waren mit Tanegashima-Arkebusen ausgerüstet. Oda Nobunaga ließ seine Entsatzarmee eine drei Kilometer lange Palisade errichten. Die Stellung war zwischen einem Fluss und gebirgigem Terrain positioniert und nahm zusammen mit der Burg der Kavallerie der Takeda den Raum für weite Manöver. Takeda Katsuyori befahl im Glauben, seine elitären Krieger seien den Ashigaru überlegen, einen Frontalangriff. Die Takeda brachten fünf Angriffswellen auf die durch Speerträger, Bogenschützen und Samurai verstärkte Stellung der Entsatzarmee. Nach der fünften Angriffswelle traten die Takeda aufgrund der hohen Verluste den Rückzug an.
Takeda verlor etwa 10.000 Mann, zwei Drittel seiner Belagerungsarmee. Acht seiner berühmten 24 Generäle wurden in der Schlacht getötet.

## Folgen
Der Sieg von Odas westlichen Taktiken und Feuerwaffen über die Kavallerieattacke der Takeda wird oft als Wendepunkt in der japanischen Kriegsführung zitiert. Viele nennen sie die erste „moderne“ Schlacht Japans.
Takedas Kavallerieattacke repräsentierte die alte, traditionelle Form der Kriegsführung. Tatsächlich wurde sie jedoch erst durch seinen Vater, Takeda Shingen, weniger als eine Generation früher eingeführt. Zuvor waren eher Zweikämpfe der Samurai die Regel.
Die Schlacht wird oft als Einführung modernerer Schusswaffentaktiken in Japan gesehen. Dabei findet sich oft die Ansicht, Oda Nobunaga habe bei seinen Arkebusieren das Feuern gezielter, koordinierter Salven größerer Einheiten eingesetzt. Hierfür finden sich jedoch keine zeitgenössischen schriftlichen Belege.
Nagashino war die entscheidende militärische Niederlage für den Rest vom „Dreipakt des Ostens“, geschlossen zwischen den späteren Hōjō, den Imagawa und den Takeda (Imagawa Ujizane war bereits ausgeschieden). In der Folge annektierten oder beseitigten die drei Reichseiniger auch die übrigen souveränen Fürstentümer und leiteten die Edo-Zeit ein.

## Film
Die Schlacht und die letzten Jahre des Takeda-Clans wurden in Akira Kurosawas Film von 1980 Kagemusha (Schattenkrieger) thematisiert. Im Film wird ein eigenwilliger Dieb gezwungen, den toten Herrscher, Takeda Shingen, zu ersetzen. Der Film spielt in den Jahren vor Takeda Katsuyoris Niederlage bei Nagashino und endet mit der Vernichtung des Reiterheeres, das wirkungslos gegen die Barrikaden und Schützen Odas anrennt.